# Фарфа (Ријети)
Фарфа је насеље у Италији у округу Ријети, региону Лацио.
Према процени из 2011. у насељу је живело 66 становника. Насеље се налази на надморској висини од 204 м.